# 约翰·史考特·罗素
约翰·史考特·罗素 FRSE FRS FRSA（英語：FRSA，1808年5月9日—1882年6月8日）， 是一位苏格兰土木工程师、造船工程师。作为造船工程师，他与伊桑巴德·金德姆·布鲁内尔合作，参与了大东方号的建造。他发现了水波的一种特殊传播方式，开启了后世的孤波研究。
他同时也是1851年万国工业博览会的发起人之一。

## 早年生活
约翰·罗素于1808年5月9日出生于苏格兰格拉斯哥的帕克海德。他的父亲是牧师大卫·罗素，他的母亲是艾格尼丝·克拉克·史考特。约翰·罗素在转学至格拉斯哥大学前曾在圣安德鲁斯大学学习过一年。在格拉斯哥大学求学期间，他把母亲的旧姓史考特（Scott）加入了他的姓与名之间，将名字改为了约翰·史考特·罗素。他于17岁时（1825年）从格拉斯哥大学毕业，移居至爱丁堡并在利斯工业学院教授数学和科学科目。
1832年，在爱丁堡大学的自然哲学教授约翰·莱斯利去世后该职位出现了空缺，而时间上离下一次的教授选举又有一段距离，所以需要合适的人选来临时填补空缺。鉴于约翰·史考特·罗素在讲师时期很受学生欢迎以及他对于自然科学知识的熟知，24岁的罗素被推举为了临时教授以填补这个职位的空缺。尽管很多人希望罗素能去之后进行的教授选举中竞争永久教授职位，但因为他很敬佩另一位参选人，所以罗素本人拒绝参加了这一次教授选举。此后罗素在职业发展的大方向上更注重于工程与实验研究。

## 家庭生活
约翰·史考特·罗素在1839年与妻子哈里埃特·奥斯本于都柏林结婚。他的妻子是丹尼尔·托勒·奥斯本爵士（爱尔兰的第12代奥斯本男爵）与哈里埃特·特伦奇（克兰卡蒂伯爵之女）的女儿。罗素夫妇有过2个儿子（其中只有诺曼存活），3个女儿：路易丝（1841-1878）、瑞秋（1845–1882）与爱丽丝。罗素一家在伦敦一处皇家艺术学会的秘书用房住了5年，之后搬家去了西德纳姆山。日后，罗素和他的朋友们把约瑟夫·帕克斯顿为了万国工业博览会而设计建造的大温室移动到了家附近的水晶宫后，西德纳姆山一时间内成为了当时英国最引人注目的地区。
1860年代中期，罗素家中最常见的访客是作曲家阿瑟·萨利文与萨利文的朋友弗雷德里克·克莱。弗雷德里克·克莱与爱丽丝已经订婚，而阿瑟·萨利文还在追求瑞秋。克莱出生于富裕家庭，而萨利文在那时仍是一个出生于穷家庭的不知名穷作曲家。所以罗素家很欢迎克莱与爱丽丝订婚（虽然最后婚约还是被毁），但禁止了萨利文与瑞秋的交往（虽然两人私下里依然相会）。在1868年，萨利文在与瑞秋幽会的同时，又秘密与路易斯出轨。最后萨利文的这两段关系在1869年初都结束了。
美国工程师亚历山大·莱曼·霍利在大东方号的建造期间，多次访问伦敦并成为了罗素家的朋友。霍利不仅访问过罗素在伦敦的家，也拜访过他们位于西德纳姆山的家。因为与罗素家的深厚情谊，霍利与他的同事泽拉·科尔本得到了乘坐大东方号处女航（1860年，从南安普顿至纽约）的机会。罗素的儿子诺曼也随船与霍利同行，最终住在了霍利位于布鲁克林的家中。
他的儿子诺曼走上了和罗素一样的职业道路，成为了一名造船工程师。诺曼效力于他父亲参与创办的皇家造船建筑师学会。

## 孤波的发现与研究
在1834年，为了决定最佳的运河船只的设计，约翰·史考特·罗素于苏格兰的联合运河进行了实验。在实验过程中他发现了水面上一种特殊的水波，他将其称之为“wave of translation”。在如今的流体动力学以及数学物理中，具有此类特性的波被称为罗素的孤波。他用以下文字来描述他的发现：
那时我正在观测运河里狭窄航道上快速行驶的船。这艘船由河岸两边的一对马驱动。当船急停的时候，它推动的水波仍然在继续行进没有随着船而停止。水波首先在船头以一种剧烈搅动的状态聚集，然后快速的脱离了船头高速的向前滚动。这种水波以一种有着孤立于水面保持一定高度的形式向前运动着，运动中一直保持着它圆润的、（数学上）光滑的、（数学上）有着良好定义的波形——既没有减速，也没有任何波形变化。我骑着马跟随着这个水波，在直到我超过它为止的这段时间里，这个水波仍然保持着大概时速8到9英里[14 km/h]的速度，波形仍然保持着之前30英尺长[9 m]、1到1.5英尺高[30−45 cm]的尺寸。之后它的高度随着行进慢慢的在降低。我在经过1到2英里[2–3 km]的追逐后，在一处运河的拐弯处跟丢了它。如同上述，在1834年的8月，我第一次有幸目击了如此奇特而美丽的现象。我愿将其命名为“the Wave of Translation”。
之后约翰·史考特·罗素对这类波进行了实验与理论上的探究。他在家中建了一些用来模拟此类波的水箱进行了实验，并总结出了此类波的一些性质：
- 此类波很稳定，并且可以行进非常长的一段距离（普通的水波会变平消失或变陡后支撑不住而坍塌）。
- 此类波的行进速度取决于以及水波的宽度与深度，以及其他的各尺寸。
- 此类波不会如同寻常水波一般，会与其他的水波相融合。即在相同方向行进的情况下，小的水波会被大的水波超越过去，而不是碰撞后融合成一个水波继续行进。
- 如果一个孤波相对于水深而言过于巨大，这个波会分裂成一大一小两个孤波。

约翰·史考特·罗素的实验结果无法被牛顿以及伯努利的流体动力学框架接纳。因为罗素的孤波在当时无法被既存的任何水波理论解释，所以乔治·比德尔·艾里和乔治·斯托克斯都无法接受罗素的实验结果与观测到的现象。与罗素同时代的科学家们尝试过发展已有理论以容纳孤波，但直到1870年代都没有理论能够说明这个现象。
1876年，约翰·斯特拉特在Philosophical Magazine上发表了一篇论文。该篇论文用数学论证支持了约翰·史考特·罗素在实验中所观测到的孤波。在该篇论文中，约翰·斯特拉特提到了罗素的名字并承认了约瑟夫·瓦伦丁·布辛尼斯克是第一个尝试理论分析孤波的人（1871年）；而约瑟夫·瓦伦丁·布辛尼斯克在他1871年的论文中也同样提到了约翰·史考特·罗素的名字。罗素观测到的孤波虽然没有被艾里和斯托克斯承认，但在他的有生之年中仍被部分知名科学家接纳。
1895年，迪德里克·科特韦赫与古斯塔夫·德弗里斯的论文成为了孤波研究中的一块里程碑（即后世的KdV方程）。虽然这篇论文中没有提到罗素的名字，仍被认为是基于罗素的观测发展而来的结果，因为其直接引用了约翰·斯特拉特与约瑟夫·瓦伦丁·布辛尼斯克的论文。
直到1960年代与计算机的问世，人们才逐渐意识到了约翰·史考特·罗素的孤波在物理学、电子学、生物学与光纤各领域内的重要性；从而迎来了孤波的现代一般化理论的发展。
需要注意的是，孤波（或称孤子波，solitary waves）与孤子（soliton）在中文语境中会被混淆，但孤子的定义更加严格。同时两者定义可能会根据研究年代与领域的不同而产生变化。孤子的定义为，与其他的孤子碰撞后速度与波形不会发生变化的波。所以水面上的孤波并不是严格意义上的孤子。因为它们在碰撞后振幅会发生轻微的变化，而且会留下震荡残差。
孤波更加现代的定义为，对于一个系统，它的解如可被表示为{\displaystyle f(x\pm ct)}，则这个解就是孤波。该函数代表着以保持速度{\displaystyle c}运动且不发生形变的波。而孤子在此之上要求满足这个系统的任意孤波解的线性组合也是这个系统的解，这样的解才称为孤子。这一条件对应着之前所述的“碰撞后速度与波形不会发生变化”。

## 多普勒效应
罗素是第一批进行验证多普勒效应的学者之一。罗素在1848年发表了多普勒效应的实验观测结果。多普勒效应的物理理论是克里斯蒂安·多普勒于1842年提出的。

## 专业协会
罗素许多早期的实验工作都是在不列颠科学协会的资助下进行的。他加入的学术学会和专业协会大多是处于发展期的协会，在那个年代里这些协会由于他这样的人的加入而变得越来越权威。
1844年，铁路的发展热潮达到了巅峰。罗素也在1841年为第7版的不列颠百科全书攥写了一篇关于蒸汽机和蒸汽船航行的文章，最终被收入进了百科全书中。查尔斯·温特沃斯·迪尔克同年向罗素提供了一份位于伦敦的新兴周报（铁路年鉴，Railway Chronicle）的编辑工作。罗素接受了这份工作并携全家搬入了位于伦敦中心西敏的一套两室公寓中。次年，他担任了皇家艺术学会为了一次全国展会而新设的委员会的秘书。这份工作为罗素一家提供了一栋位于河岸街的联排别墅。得到这份工作后，罗素迅速的引荐了亨利·科尔加入了委员会。在第一次展出（1847年）的前几周，仍然没有人主动参展。所以罗素和科尔只能花了整整三天时间走遍整个伦敦去招募愿意参展的制造业者和店主。在两人的努力下这场展出非常的成功。不仅仅是这一场展出大获成功，罗素后来参与的两场展会也相当的出色，以至于委员会计划于1851年再举办一次国际性的同类型展览。在这之后，因为铁路的发展热潮渐渐退去，罗素将工作重心又一次放回到了造船业里。虽然日后他又被皇家艺术学会指派为万国工业博览会的委员会秘书，但这一次展会并没有让他获得和老同事科尔相当的名气。罗素这次只获得了一枚金奖章作为对万国工业博览会做出贡献的奖赏。
罗素在1847年加入了土木工程师学会。他经常参加这个学会，而且频繁的为学会做出贡献，于是在1857年被同僚选举为学会评议会的一员。在1862年他成为了该学会的副学会长。罗素因为卷入了与阿姆斯特朗爵士的财务纠纷导致最终没有升任学会长。但同僚用以下文字来评价他作为一名学会长的能力：“（罗素）作为一名演讲者，特别是作为正式晚餐后总结陈词的演讲者，还没有人能与他匹敌”。虽然罗素对皇家学会没有做出很多贡献，但他还是于1849年被选为皇家学会院士。
1860年，于罗素位于西德纳姆山的家中，举行了一场会议。与会人决定建立造船建筑师学会，罗素成为了副会长之一。罗素生前几乎参与了这个学会的所有会议，并且积极发表评论。1864年，罗素发表了一卷长达3部，名叫The Modern System of Naval Architecture的大型论述书籍。这卷论述中总结了许多当时在建新船的档案。

他的讣告也谈及了他对造船行业的贡献：
我们可以说，他刚进入造船行业时，造船还是那种最依赖经验的艺术；而他离去时，造船已经成为了一门最精确的工程科学。

## 造船
大约在1838年，罗素加入了位于格里诺克的一家名叫“汤姆森和斯皮尔斯”的小造船厂。在这家船厂建造一系列的皇家邮政船时，罗素导入了他发明的波浪线系统以及其他的一些新技术。在这家造船厂被凯尔德公司并购后，罗素决定离职并前往伦敦。1848年他购买了一家名叫米尔沃尔制钢的造船公司。他为伊桑巴德·金德姆·布鲁内尔建造了两艘名为阿德莱德和维多利亚的航船。这两艘船只的大小与大不列颠号蒸汽船相当，被用于澳大利亚航线。这个型号的船有个问题——需要频繁的补充油料和淡水。这个问题让布鲁内尔开始考虑建造更大一级的船以适应该航线。但最终还是继续下水了五条同船型的船。

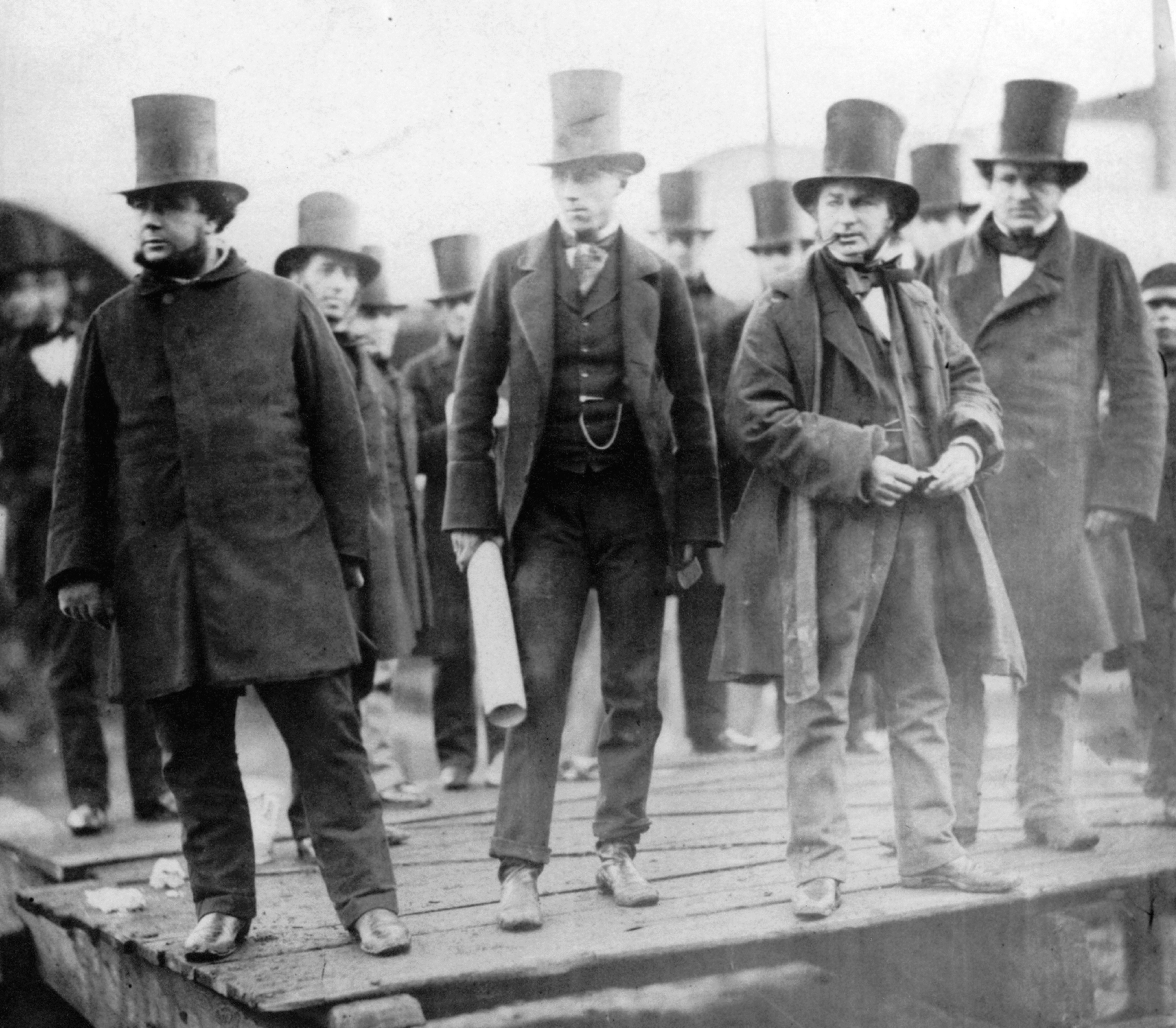
约翰·史考特·罗素（建造负责人），亨利·韦克菲尔德（助手），伊桑巴德·金德姆·布鲁内尔（设计人），德比伯爵四人正在登船大东方号。

由于罗素在造船行业的高人望，伊桑巴德·金德姆·布鲁内尔邀请他一同参加了大东方号的建造计划。大东方号最初的构想是由布鲁内尔设计的。布鲁内尔计划采用单元结构和桨轮与螺旋桨并用驱动。根据罗素的讣告，他设计了如下部分：“船体应该符合波浪线理论，纵骨架式船体结构，采用半舱壁与全舱壁，以及其他的一些建造细节”。但大东方号的建造计划被很多问题拖累了。比如罗素的报价太低导致他的公司在建造过程中破产了。当然罗素还是解决了经济上的问题并完成了他负责的建造工作。再比如布鲁内尔坚持使用横向下水而不是罗素提议的干船坞下水。尽管大东方号的建造计划并不是一帆风顺，最终还是于1858年下水了。可以看出罗素作为商人的水平并不如他作为科学家的水平那样高。自此以后，罗素的名誉由于财务上的违规与纠纷再也没有回到之前那样高的水准。
1850年代，罗素与英国皇家海军共同商议钢铁战舰的设计与建造。第一艘下水的铁甲舰是勇士号铁甲舰，这一级的铁甲舰也被有些人称为“罗素船（Russell ship）”。罗素抱怨海军的保密条款禁止了他组织公开的铁甲舰讨论，从而只能在海军内部辩论铁甲舰是否能如同木制战舰一般提供足够的船体保护。
1868年，罗素为博登湖设计了一艘铁路渡轮。这次设计的特别之处在于委托方要求吃水深度在1.85米内。罗素采用以船只的上部结构来承载火车压力的方式达成了这个特殊要求。他以这个技术为基础，建造了可以应对多佛尔浅港的跨海峡渡轮。但直到1933年，没有人意识到这项技术的存在。

## 荣誉

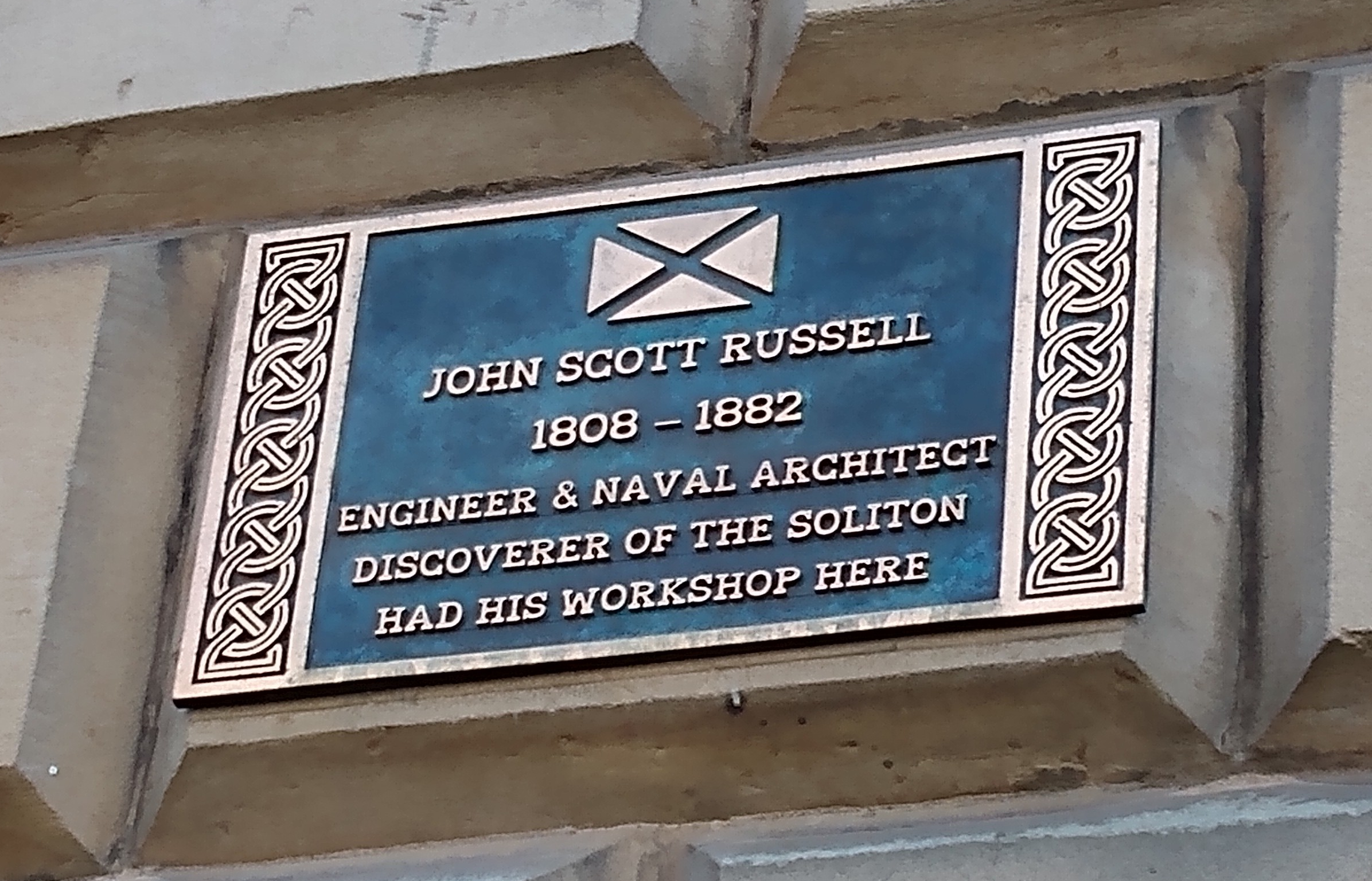
一块记录约翰·史考特·罗素当年的工作室位置的牌匾。位于爱丁堡的 Stafford Street的8号。

1835年，被爱丁堡皇家学会授予金基思奖章。
1849年，被皇家学会接纳为院士。
1995年，爱丁堡的一条新建高架渠（承载着当年罗素做实验的联合运河，架于爱丁堡A720外环道路上）被命名为史考特·罗素高架渠以作纪念。同年，作为纪念活动，在该高架渠上罗素当年做实验的地点附近再现了孤子水波。
赫瑞瓦特大学的一栋建筑以他命名。
2019年，入选苏格兰工程名人堂。

## 代表论文
约翰·史考特·罗素于1844年的论文是孤波理论领域的经典论文。在该论文发表150年后仍然经常被孤波相关领域的论文以及书籍所引用。
- Russell, J. Scott. .  (PDF). London: John Murray. 1845. 311–390, Plates XLVII–LVII  [2022-07-08]. （原始内容存档 (PDF)于2012-07-16）.
- Russell, J. Scott. . London: Day and Son. 1864. OCLC 80429969.
- Russell, J. Scott. . London: Trübner & Co. 1885. OCLC 39005948.

## 外部連結
- 圣安德鲁斯大学记载的罗素个人传记 （页面存档备份，存于）（英文）
- 罗素与孤波（赫瑞瓦特大学） （页面存档备份，存于）（英文）
- 罗素的波浪线理论介绍——快速帆船、遊艇，與如幻似真的波浪線（物理雙月刊，台灣物理學會） （页面存档备份，存于）